# جيمس هنري راندولف
جيمس هنري راندولف (بالإنجليزية: James Henry Randolph)‏ هو قاضي ومحامي وسياسي أمريكي، ولد في 18 أكتوبر 1825 في مقاطعة جيفرسون في الولايات المتحدة، وتوفي في 22 أغسطس 1900 في نيوبورت في الولايات المتحدة. حزبياً، نشط في الحزب الجمهوري. وقد انتخب عضو مجلس نواب تينيسي وانتخب عضو مجلس ولاية تينيسي وانتخب عضو مجلس النواب الأمريكي.